# Joan de Borbó i Battenberg

Bust de Joan de Borbó.

Joan de Borbó i Battenberg (Palau Reial de La Granja de San Ildefonso, 20 de juny de 1913 - Pamplona, 1 d'abril de 1993) fou l'únic cap de la família dels Borbons espanyols que en cap moment de la seva vida no ha estat rei. Va ser comte de Barcelona. La numeració que li correspon com a comte i rei és la de Joan III, motiu pel qual es modificà el nom del seu fill Joan, que va passar a ser conegut com a Joan Carles.

## Joventut
Cinquè fill del rei Alfons XIII d'Espanya i de la princesa Victòria Eugènia de Battenberg nasqué a La Granja de Sant Ildefons l'any 1913. Net del rei Alfons XII d'Espanya i de l'arxiduquessa Maria Cristina d'Àustria per via paterna, i per via materna del príncep Enric de Battenberg i de la princesa Beatriu del Regne Unit.
Rebé una educació cortesana amb professors particulars a palau. Un cop proclamada la República el 1931, estudià Ciències Polítiques i Història a la Universitat de Florència i rebé una formació castrense a la prestigiosa acadèmia militar britànica de Sandhurst. Per la seva nacionalitat espanyola hagué de renunciar a la carrera a la Marina anglesa.

## Casament i descendència
L'any 1935 es casà amb la princesa Maria de la Mercè de Borbó-Dues Sicílies a Roma. Filla de l'infant Carles de Borbó-Dues Sicílies i de la princesa Lluïsa d'Orleans havia restat molt vinculada a la família reial espanyola des del seu naixement i ostentava els títols de princesa de les Dues Sicílies i el d'infanta d'Espanya amb el grau d'altesa reial.
La parella s'instal·là a Canes i posteriorment a Roma. L'any 1942 abandonaren Itàlia i s'instal·laren a Lausana fins al 1946. La parella tingué quatre fills:
- Pilar de Borbó i Borbó nascuda a Canes el 1936 i morta a Madrid el 2020. Es casà a Estoril el 1967 amb Luis Gómez-Acebo.
- Joan Carles I d'Espanya nat a Roma el 1938. Es casà amb la princesa Sofia de Grècia a Atenes el 1962.
- Margarida d'Espanya el 1939 a Roma. Es casà el 1972 amb el doctor Carlos Zurita.
- Alfons de Borbó i Borbó nat a Roma el 1941 i mort a Estoril el 1956.

## Vida oficial

Escut d'armes de Joan de Borbó i Battenberg (1977-1993).

Essent l'hereu al presumpte tron d'Espanya, va intentar participar en la Guerra Civil al bàndol franquista. Malgrat que intentà travessar la frontera franconavarresa i unir-se a les tropes del general Mola, aquest li ho impedí al·legant les dificultats que suposaria per als carlins acceptar l'hereu d'Alfons XIII d'Espanya al mateix bàndol.
Situat de nou a Canes, la seva família hagué de traslladar-se a Roma a conseqüència de les manifestacions diàries que tenien lloc davant de la seva casa per part de partidaris republicans. A Roma nasqué el seu fill primogènit i fou batejat pel Cardenal Pacelli, futur Pius XII. El 1940 el seu pare abdicà en el seu favor la corona en un document que fou públic l'any 1941.
Les renúncies que cinc anys abans (1935) havien fet els seus germans Alfons d'Espanya i Jaume d'Espanya eren més que polèmiques. Si al germà gran se sustentava en el fet que havia contret un matrimoni desigual i que patís hemofília, sobre l'altre germà es basava en el fet que fos sord-mut i que hagués contret un matrimoni desigual amb una aristòcrata francesa. Aquestes renúncies poc voluntàries ocasionaren nombrosos problemes a Joan al llarg de la seva vida i fins i tot al seu fill, el rei Joan Carles I d'Espanya.
L'any 1942 es veié obligat a marxar de Roma i establir-se a Lausana. Els motius afectaven sobretot la reina Victòria Eugènia de Battenberg, que com a princesa britànica era considerada una enemiga pel règim de Mussolini. Establerts a Lausana, es produí una de les principals fites polítiques de la vida de Joan: el Manifest de Lausana en què es denunciava el caràcter totalitari de la dictadura franquista i on s'oferia com una alternativa democràtica el model de monarquia parlamentària.
L'any 1946 Joan i la seva família s'instal·là a Estoril sempre en cases facilitades per aristòcrates espanyols. L'any 1947 publicà el Manifest d'Estoril en què rebutjava la llei de successió de 1947 a partir de la qual el general Francisco Franco pretenia imposar una determinada voluntat successòria i elevava a la categoria de regne Espanya. A la vegada, es refermava com a l'únic dipositari de la tradició i les institucions monàrquiques.
Malgrat tot, el comte de Barcelona inicià un seguit de converses amb el general Franco que portaren l'infant Joan Carles a poder cursar estudis a Espanya. El príncep marxà d'Estoril el 1948 amb el Lusitània i s'instal·là a la finca Las Jarrillas, a disset quilòmetres de Madrid, on cursaria estudis. Joan elegí els quatre preceptors i els vuit alumnes d'aquesta escola. Els alumnes eren Alfonso Álvarez de Toledo (fill del marquès de Valdueza), l'infant Carles de Borbó-Dues Sicílies, Jaime Carvajal Urquijo (fill del comte de Fontanar), Fernando Falcó Cabeza de Vaca (fill del marquès de Cubas), Agustín Carvajal y Fernández de Córdoba, Alfredo Gómez Torres, Juan José Macaya i José Luis Leal Maldonado.
L'any 1957 rebé el suport d'una gran part del carlisme tradicional. El 1969, en conèixer el nomenament del seu fill com a futur cap d'estat a títol de rei, Joan emeté un comunicat de protesta i dissolgué el seu Consell Privat, presidit per José Maria Pemán i el seu secretariat polític presidit per José Maria de Areilza.
La vida política de Joan estigué marcada per l'estira i arronsa amb la dictadura. Qualsevol ocasió era aprofitada pel comte de Barcelona per remarcar-se als ulls del general i de la societat espanyola com l'autèntic i únic dipositari de les tradicions monàrquiques espanyoles. Una ocasió en què això s'evidencià fou en el nul paper que Franco tingué en l'arranjament del casament del príncep amb la princesa Sofia de Grècia, l'anunci fou aprofitat pel comte que no informà el general i que se n'hagué d'assabentar per la premsa estrangera arran de l'anunci que tingué lloc a Lausana.
L'any 1968 el comte de Barcelona fou el padrí del seu net el príncep d'Astúries, Felip de Borbó. Al comte li fou concedit un permís especial per entrar a Espanya encara que s'hagué d'allotjar a casa del duc d'Albuquerque, a força quilòmetres de la capital.
L'any 1977 Joan de Borbó va cedir els altres drets dinàstics al seu fill. En el mateix acte, li va demanar permís al rei (i aquest li va concedir) per seguir fent servir el títol de comte de Barcelona.
Morí l'1 d'abril de 1993 a una clínica de Pamplona a conseqüència d'un càncer que patia des de feia temps. Tot i no haver arribat a regnar mai, don Joan fou enterrat al panteó de reis del Monestir de l'Escorial.
L'any 2013, 20 anys després de la seva mort, es va conèixer que el comte de Barcelona havia deixat una herència valorada en 1.100 milions de pessetes, la qual cosa contradiria la versió oficial segons la qual el comte de Barcelona hauria patit estretors econòmiques durant el seu exili a Portugal.

## El títol decomte de Barcelona
A la mort del rei Alfons XIII l'any 1941, Joan de Borbó esdevingué el cap de la família reial espanyola i successor del seu pare, però l'existència de la dictadura de Franco li impedí ser proclamat rei d'Espanya. En aquesta situació, optà per conservar el títol de comte de Barcelona, inherent a la corona espanyola. En altres paraules, aquest títol el convertí de dret en sobirà o rei a ulls de la història, però sense prendre públicament el nom de rei d'Espanya per no incomodar Franco. De totes maneres, en el seu document més rellevant durant el franquisme, el manifest de Lausana de 1945, firmà com a Juan, Rey.
Joan de Borbó mantingué el títol de comte de Barcelona durant tota la seva vida, fins i tot quan el seu fill Joan Carles fou proclamat rei d'Espanya l'any 1975. De fet, des d'aquest any 1975 fins a la mort de Joan de Borbó el 1993, es donà la situació irregular que les dignitats de rei d'Espanya i de comte de Barcelona foren ostentades per persones diferents.
El 1977 Joan de Borbó cedí els drets dinàstics al seu fill Joan Carles, conservant, però, el títol de comte de Barcelona. A la seva mort, aquest títol fou assumit pel rei d'Espanya.